# (1880) McCrosky
(1880) McCrosky ist ein Asteroid des Hauptgürtels, der am 13. Januar 1940 von dem deutschen Astronomen Karl Wilhelm Reinmuth an der Landessternwarte Heidelberg-Königstuhl der Universität Heidelberg entdeckt wurde.
Benannt ist der Asteroid ist nach dem US-amerikanischen Astronomen Richard Eugene McCrosky.